# بروس بي بليك
بروس بي بليك (بالإنجليزية: Bruce P. Blake)‏ هو قسيس أمريكي، ولد في 1947.